# ستيف بارتون
ستيف بارتون (بالإنجليزية: Steve Barton)‏ هو كاتب أغاني أمريكي، ولد في 4 ديسمبر 1954.

## وصلات خارجية
- ستيف بارتون على موقع IMDb (الإنجليزية)
- ستيف بارتون على موقع ميوزك برينز (الإنجليزية)
- ستيف بارتون على موقع ديسكوغز (الإنجليزية)
- ستيف بارتون على موقع قاعدة بيانات الفيلم (الإنجليزية)